# Królestwo Dyfed

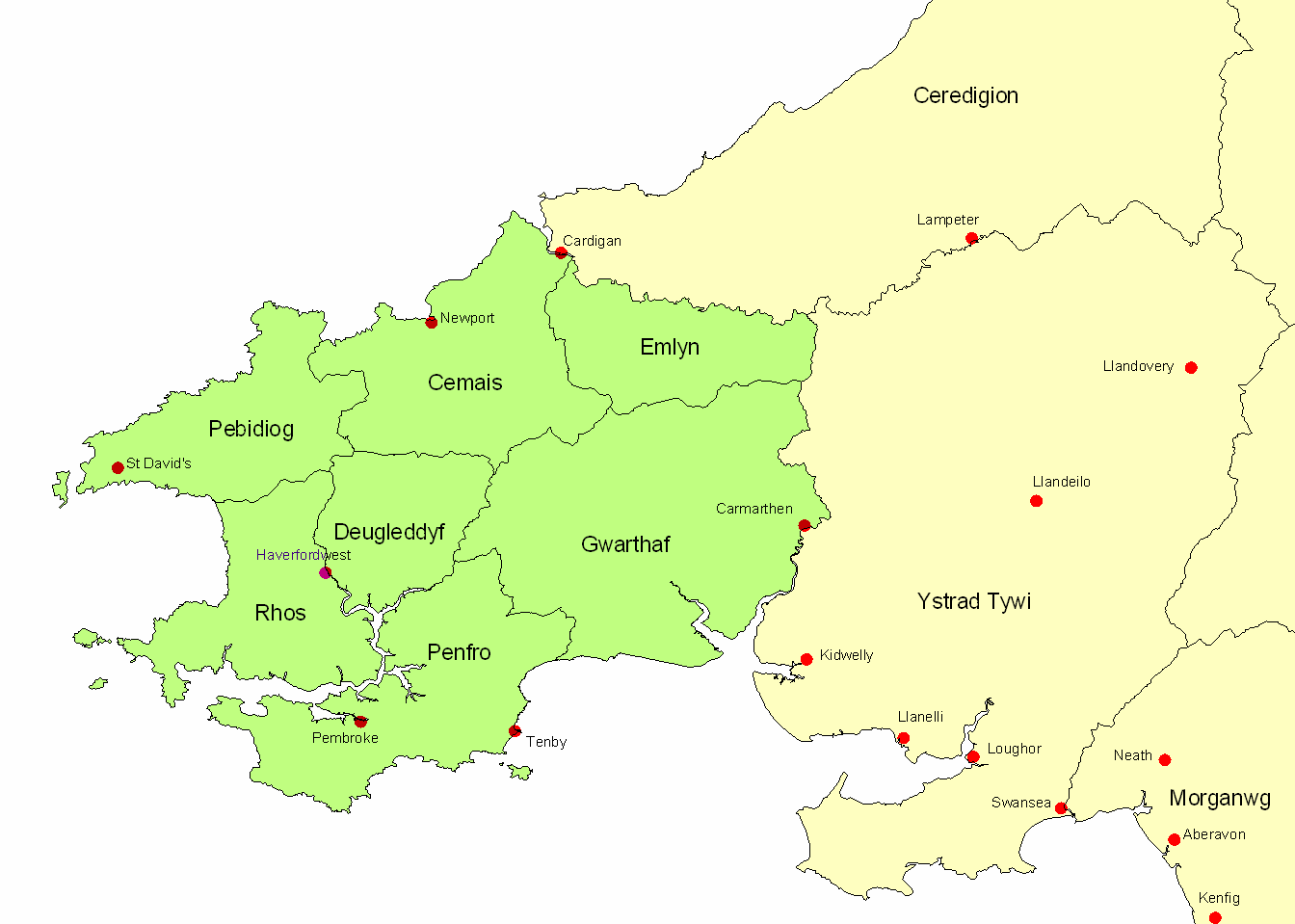
Mapa królestwa Dyfed

Dyfed - wczesnośredniowieczne królestwo celtyckie w południowo-zachodniej Walii.
Wyłoniło się w V-wiecznej Brytanii u schyłku panowania rzymskiego. Położone w południowo-zachodniej Walii, opierało się na dawnym terytorium Demetów. Na początku IX w. Dyfed dostało się pod wpływy królestwa Gwynedd. Było jednym z królestw walijskich zjednoczonych (około 904 r.) przez Hywela Dobrego. Po śmierci w 1093 króla Rhysa ap Tewdwra Dyfed zostało zajęte i podzielone między Normanów i książąt walijskich.